# Хемијска формула
Хемијска формула или молекулска формула је формула која показује врсту и број атома који чине неки молекул. Молекулске формуле су ознаке хемијских једињења, облик приказивања њихових молекула; поред квалитативног састава, оне показују и квантитативни однос атома који сачињавају молекул хемијског једињења. Формуле се изражавају хемијским знацима; нпр. молекул хемијског једињења воде састављен је од два атома водоника и једног атома кисеоник, па је молекулска формула воде . Поред тога, молекулске формуле, на основу познатих атомских маса и валентности, показују однос маса атома који изграђују једињења (у овом случају 18 грама воде састоји се од 2 грама водоника и 16 грама кисеоника). 
Молекулске формуле не показују унутрашњу структуру молекула, па се зато, нарочито у органској хемији, примењују рационалне формуле и структурне формуле. Рационалним формулама се, у ствари, скраћеним начином показује како су повезани атоми у молекулу нпр. молекулска формула етил-алкохола је , док ће његова рационална формула бити . Структурне хемијске формуле показују, поред квалитативног и квантитативног састава молекула једног хемијског једињења, још и начин на који су атоми и атомске групе у молекулима међусобно повезани. Структурна формула етил-алкохола изгледа овако:

## Преглед
Хемијска формула је један од начина представљања информација о хемијским пропорцијама атома који чине одређено хемијско једињење или молекул, користећи симболе хемијских елемената, бројеве, а понекад и друге симболе, попут уметања, цртица, заграда, зареза и знакова плус (+) и минус (–). Они су ограничени на једну типографску линију симбола, која може укључивати индексе и натписе. Хемијска формула није хемијски назив и не садржи речи. Иако хемијска формула може подразумевати одређене једноставне хемијске структуре, то није исто што и пуна хемијска структурна формула. Хемијске формуле могу у потпуности одредити структуру само најједноставнијих молекула и хемијских супстанци, и углавном су ограниченије снаге од хемијских имена и структурних формула.
Најједноставније врсте хемијских формула називају се емпиријске формуле, које користе слова и бројеве који означавају нумеричке пропорције атома сваке врсте. Молекулске формуле означавају једноставне бројеве сваке врсте атома у молекулу, без података о структури. На пример, емпиријска формула за глукозу је  (двоструко више атома водоника од угљеника и кисеоника), док је његова молекулска формула.
Хемијска формула је запис састава хемијског једињења помоћу хемијских симбола. Хемијска формула може бити:
- Емпиријска формула, која наводи елементе једињења у њиховом међусобном односу. Пример: ; у једињењу означава однос водоника и угљеника 1:2. Једињења с таквим саставом су обично велика, нпр. сви алкени или циклоалкани.

- Структурна формула, која уз однос појединог једињења наводи валенцију и распоред атома у молекулу.
- Молекулска формула, која наводи број атома елемента у поједином једињењу. Пример: бутан -

## Дефиниција
Хемијска формула је један од начина представљања информација о хемијским пропорцијама атома који чине одређено хемијско једињење или молекул, користећи симболе хемијских елемената, бројеве, а понекад и друге симболе, попут уметања, цртица, заграда, зареза и знакова плус (+) и минус (–). Они су ограничени на једну типографску линију симбола, која може укључивати индексе и натписе. Хемијска формула није хемијски назив и не садржи речи. Иако хемијска формула може подразумевати одређене једноставне хемијске структуре, то није исто што и пуна хемијска структурна формула. Хемијске формуле могу у потпуности одредити структуру само најједноставнијих молекула и хемијских супстанци, и углавном су ограниченије снаге хемијских имена и структурних формула.
Најједноставније врсте хемијских формула називају се емпиријске формуле, које користе слова и бројеве који означавају нумеричке пропорције атома сваке врсте. Молекулске формуле означавају једноставне бројеве сваке врсте атома у молекулу, без података о структури. На пример, емпиријска формула за глукозу је  (двоструко више атома водоника од угљеника и кисеоника), док је његова молекулска формула.
Тако нпр. формула  означава молекул воде, која се састоји од двају атома водоника (H) и једног атома кисеоника (O).
| Једињење          | Емпиријска формула | Молекулска формула | Сажета структурна формула | Структурна формула | Пројекцијска формула |
| ----------------- | ------------------ | ------------------ | ------------------------- | ------------------ | -------------------- |
| Хлороводоник      | HCl                | HCl                | HCl                       | HCl                |                      |
| Ацетатна киселина | CH2O               | C2H4O2             | CH3-CO-OH                 |                    |                      |
| Етин              | CH                 | C2H2               | HCΞCH                     | H-CΞC-H            |                      |
| Бензен            | CH                 | C6H6               |                           |                    |                      |
| Етанол            | C2H6O              | C2H6O              | CH3-CH2-OH                |                    |                      |
| Метоксиметан      | C2H6O              | C2H6O              | CH3-O-CH3                 |                    |                      |
| Млечна киселина   | CH2O               | C3H6O3             | CH3-CH(OH)-COOH           |                    |                      |
| Глукоза           | CH2O               | C6H12O6            | HOCH2-[CH(OH)]4-CHO       | Fischerova         |                      |

### Формулска јединица
Формулску јединица је најмањи однос броја анјона и катјона у јонском једињењу који се приказује формулом једињења. Јонска материја је огроман скуп анјона и катјона који су повезани јонском везом (електростатском). У јонској материји наизменично су распоређени анјони и катјони, односно сваки анјон је окружен одређеним бројем катјона и обрнуто. Не постоји молекул јонског једињења већ је цело једињење један „велики молекул”. Зато формула јонског једињења има само најмањи однос броја анјона и катјона у једињењу, односно приказује формулску јединку. Формула 2 говори да се у калцијум хлориду катјони (Ca2+) и анјони (Cl–) налазе у односу 1:2 те је CaCl2 формулска јединка калцијум хлорида.
У најширем смислу свака формула представља формулску јединку.

### Формуле хидратних соли
Кристали хидратних соли имају у саставу везану кристалну воду. Формула једињења се пише, на пример: . Тачка у формули не представља знак множења већ је знак сабирања (плус). Вода је уклопљена у кристалну структуру једињења. Написана формула је сажети облик писања. Заправо формулу би правилније требало писати као: . Четири молекула воде се координирају с јоном бакра, док је пети молекул воде повезан са сулфатним јоном. Такође,  заправо је . Угласте заграде у писању користе се за креирање формула комплексних једињења.

### Формуле комплексних једињења
Формуле комплексних једињења, сажето се пишу као у претходним примерима, али најпризорније је формулу приказати „тродимензионо”.
- Бакар тетрааминосулфат хидтат
- Родијум пентаминотрихлорид [Rh(NH3)5Cl]Cl2
- Комплекс катјона метала и ЕДТА.

## Типови хемијских формула
Хемијске формуле разликују се према информацијама које пружају.
- Формула елементарне материје предочава молекул односно скуп истоврсних атома који се налазе у молекулу елементарне материје
- Емпиријска формула показује само релативне односе броја појединих атома у јединки, а одређује се на темељу масених удела појединих елемената у споју добивених елементарном анализом.
- Молекулска формула показује тачан број атома у једињењу (молекули), а одређује се из емпиријске формуле и познате молекулске масе.
- Структурна формула приказује начин повезивања атома у молекулу, а одређује се након идентификације функционалних група молекула (алкохолна, алдехидна, киселинска, аминска и друго), најчешће спектроскопским техникама.
- Сажета структурна формула је структурна формула написана једноставније, често у једном реду, приказане су атомске групе и атоми али начин њиховог повезивања није потпуно јасан.
- Стереохемијска формула приказује просторну оријентацију атома у молекулу различитим типовима пројекција које укључују многе додатне конвенције. Просторни распоред атома непосредно се одређује дифракцијским методима структурне анализе.

## Закон о композицији
У било ком датом хемијском једињењу, елементи се увек међусобно комбинују у истој пропорцији. Ово је закон сталних односа маса.
Закон константног састава наводи да ће се у било ком одређеном хемијском једињењу сви узорци тог једињења састојати од истих елемената у истој пропорцији или односу. На пример, било који молекул воде се увек састоји од два атома водоника и једног атома кисеоника у односу 2: 1. Ако се погледају релативне масе кисеоника и водоника у молекулу воде, види се да 94% масе молекула воде чини кисеоник, а преосталих 6% је маса водоника. Ова масена пропорција биће иста за било који молекул воде.

### Хемијска имена као одговор на ограничења хемијских формула
Алкен зван бут-2-ен има два изомера, које хемијска формула  не идентификује. Релативни положај две метилне групе мора бити назначен додатним записом који означава да ли су метилне групе на истој страни двоструке везе (cis или Z) или на супротним странама једна од друге (trans или E).
Као што је горе поменуто, да би се представиле пуне структурне формуле многих сложених органских и неорганских једињења, могуће је да је потребна хемијска номенклатура која превазилази расположиве ресурсе који су горе коришћени у једноставним кондензованим формулама. Примери се могу видети у  номенклатури органске хемије и  номенклатури неорганске хемије 2005. Поред тога, линеарни системи именовања, попут Међународног хемијског идентификатора (InChI), омогућавају рачунару да конструише структурну формулу, а поједностављени систем за линијски унос молекула (SMILES) омогућава ASCII унос читљивији човеку. Међутим, сви ови системи номенклатуре превазилазе стандарде хемијских формула, и технички су системи именовања хемикалија, а не системи формула.

### Полимери у кондензованом формулама
За полимере у кондензованим хемијским формулама, заграде се постављају око јединице која се понавља. На пример, молекул угљоводоника који је описан као , молекул је са педесет понављајућих јединица. Ако је број понављајућих јединица непознат или променљив, слово n се може користити за означавање ове формуле: .

### Јони у кондензованим формулама
За јоне, наелектрисање на одређеном атому може се означити натписом са десне стране. На пример, + или 2+. На овај начин може се приказати и укупан набој на наелектрисаном молекулу или полиатомском јону. На пример:  или SO42−. Треба имати на уму да се + и - користе уместо +1 и -1.
За сложеније јоне, заграде [ ] се често користе за затварање јонске формуле, као у , која се налази у једињењима као што је ]. Заграде се могу угнездити у заграде да означе понављајућу јединицу, као у . Овде,  указује да јон садржи шест  група везаних за кобалт и [ ] обухвата целу формулу јона са наелектрисањем +3.
Ово је строго опционо; хемијска формула је важећа са или без информација о јонизацији, а хексаминкобалт(III) хлорид се може записати као  или . Угаоне заграде се, попут заграда, понашају у хемији као у математици, групишући појмове - оне нису посебно примењени само за стања јонизације. У овом последњем случају, заграде указују на 6 група свих истог облика, везаних за другу групу величине 1 (атом кобалта), а затим је цео сноп, као група, везан за 3 атома хлора. У првом случају је јасније да је веза која повезује атоме хлоре јонска, а не ковалентна.